# War of the Worlds (2017)
L'édition 2017 de War of the Worlds est un pay-per-view de catch produit par la Ring of Honor (ROH) et par la New Japan Pro Wrestling (NJPW), qui est disponible uniquement en ligne, sur Fite TV et par Ustream. Cette manifestation de catch s'est déroulé les 7, 10, 12 et 14 mai 2017 à Toronto en Ontario, à Dearborn au Michigan, à New York City dans l'État de New York et se termine à Philadelphie en Pennsylvanie. Ce fut la 3e édition de War of the Worlds de l'histoire de la ROH.

## Contexte
Les spectacles de la Ring of Honor en paiement à la séance sont constitués de matchs aux résultats prédéterminés par les scénaristes de la ROH. Ces rencontres sont justifiées par des storylines - une rivalité avec un catcheur, la plupart du temps - ou par des qualifications survenues au cours de shows précédant l'évènement. Tous les catcheurs possèdent un gimmick, c'est-à-dire qu'ils incarnent un personnage face (gentil) ou heel (méchant), qui évolue au fil des rencontres. Un pay-per-view comme War of the Worlds est donc un événement tournant pour les différentes storylines en cours.

## Matchs

### Première soirée
| #                                                                | Matchs, | Stipulation              | Durée |
| ---------------------------------------------------------------- | --- | ------------------------ | ----- |
| Dark                                                             | Cheeseburger (en) & Will Ferrara (en) battent The Fraternity (Channing Decker et Trent Gibson)                                                                | Match par équipe         |       |
| 1                                                                | The Rebellion (Caprice Coleman et Rhett Titus) battent Motor City Machine Guns (Alex Shelley et Chris Sabin)                                                  | Match par équipe         |       |
| 2                                                                | Hirooki Goto bat Shane Taylor | Match simple             |       |
| 3                                                                | Dalton Castle et The Boys (Brandon & Brent) battent Chaos (Roppongi Vice (Beretta et Rocky Romero) et Gedo)                                                   | Six-Man Tag Team match   |       |
| 4                                                                | Bully Ray bat Punishment Martinez et Hangman Page | Three-Way match          |       |
| 5                                                                | Cody bat Will Ospreay | Match simple             |       |
| 6                                                                | Los Ingobernables de Japon (Tetsuya Naito et Bushi) battent The Kingdom (Matt Taven et Vinny Marseglia) (avec TK O'Ryan (en))                                 | Match par équipe         |       |
| 7                                                                | The Briscoe Brothers (Jay Briscoe et Mark Briscoe) battent Silas Young & Beer City Bruiser et Los Ingobernables de Japon (Evil et Sanada)                     | Three Way Tag Team match |       |
| 8                                                                | Kushida bat Jay Lethal | Match simple             |       |
| 9                                                                | The Elite (Kenny Omega et The Young Bucks (Matt Jackson et Nick Jackson) battent The Addiction (Christopher Daniels et Frankie Kazarian) et Hiroshi Tanahashi | Six-Man Tag Team match   |       |
| (c) désigne le(s) champion(s) défendant son titre dans le match. | |                          |       |

### Deuxième soirée
| # | Matchs, | Stipulation                                                                                 | Durée |
| --- | --- | ------------------------------------------------------------------------------------------- | ----- |
| Dark (WOH) | Kelly Klein bat Jynx | Match simple                                                                                |       |
| 1 | Dalton Castle (avec The Boys) bat Bobby Fish | Match simple                                                                                |       |
| 2 | Search and Destroy (Motor City Machine Guns (Alex Shelley et Chris Sabin) et Jay White) battent The Rebellion (Caprice Coleman, Rhett Titus et Shane Taylor)             | Six-Man Tag Team match                                                                      |       |
| 3 | Silas Young (avec The Beer City Bruiser) bat Kushida | Match simple                                                                                |       |
| 4 | War Machine (Hanson et Raymond Rowe) battent Jay Lethal et Hiroshi Tanahashi                                                                                             | Match par équipe                                                                            |       |
| 5 | The Briscoe Brothers (Jay Briscoe et Mark Briscoe) et Bully Ray (c) battent Los Ingobernables de Japon (Bushi, Evil et Sanada)                                           | No-Disqualification Six-Man Tag Team match pour les ROH World Six-Man Tag Team Championship |       |
| 6 | Tetsuya Naito bat Punishment Martinez | Match simple                                                                                |       |
| 7 | Cheeseburger (en) bat Frankie Kazarian, Gedo, Will Ferrara (en), Beer City Bruiser, Vinny Marseglia et Marty Scurll                                                      | "Proving Ground Instant Reward" Seven-Way match                                             |       |
| 8 | Marty Scurll bat Cheeseburger (en) | Match simple pour le ROH World Television Championship                                      |       |
| 9 | Christopher Daniels (c) bat Matt Taven | Match simple pour le ROH World Championship                                                 |       |
| 10 | Chaos (Hirooki Goto, Will Ospreay et Roppongi Vice (Beretta et Rocky Romero)) battent Bullet Club (Cody, Hangman Page et The Young Bucks (Matt Jackson et Nick Jackson)) | Eight-Man Tag Team match                                                                    |       |
| (c) désigne le(s) champion(s) défendant son titre dans le match. (WOH) désigne que le combat est diffusé sur l'émission Women of Honor | |                                                                                             |       |

### Troisième soirée
| # | Matchs, | Stipulation                                                                                 | Durée |
| --- | --- | ------------------------------------------------------------------------------------------- | ----- |
| Dark | The Kingdom (Matt Taven & Vinny Marseglia) (avec TK O'Ryan) battent The Tempura Boyz (Sho Tanaka & Yohei Komatsu)                                                    | Match par équipe                                                                            | 7:05  |
| Dark | The Rebellion (Kenny King, Rhett Titus et Shane Taylor) (avec Caprice Coleman) battent Cheeseburger (en), Gedo et Will Ferrara (en)                                  | Six-Man Tag Team match                                                                      | 6:15  |
| 1 | Dalton Castle (avec The Boys) bat Bobby Fish, Kushida et Silas Young (avec The Beer City Bruiser)                                                                    | Four Way match                                                                              | 7:48  |
| 2 | Adam Page bat Frankie Kazarian | Match simple                                                                                | 4:43  |
| 3 | War Machine (Hanson et Raymond Rowe) battent Los Ingobernables de Japon (Evil et Sanada) et Search and Destroy (Chris Sabin et Jonathan Gresham) (avec Alex Shelley) | Three Way Tag Team match                                                                    | 8:47  |
| 4 | Will Ospreay bat Jay White | Match simple                                                                                | 13:11 |
| 5 | The Briscoe Brothers (Jay Briscoe et Mark Briscoe) et Bully Ray (c) battent Chaos (Roppongi Vice (Beretta et Rocky Romero) et Hirooki Goto)                          | No-Disqualification Six-Man Tag Team match pour les ROH World Six-Man Tag Team Championship | 12:45 |
| 6 | Marty Scurll (c) bat Matt Sydal | Match simple pour le ROH World Television Championship                                      | 11:24 |
| 7 | The Young Bucks (Matt Jackson & Nick Jackson) (c) battent Los Ingobernables de Japon (Bushi & Tetsuya Naito)                                                         | Match par équipe pour les ROH World Tag Team Championship                                   | 13:35 |
| 8 | Hiroshi Tanahashi bat Adam Cole | Match simple                                                                                | 13:32 |
| 9 | Christopher Daniels (c) bat Jay Lethal et Cody | Three Way match pour le ROH World Championship                                              | 13:31 |
| (c) désigne le(s) champion(s) défendant son titre dans le match. (WOH) désigne que le combat est diffusé sur l'émission Women of Honor | |                                                                                             |       |